# 東京大学法科大学院ローレビュー
東京大学法科大学院ローレビュー（とうきょうだいがくほうかだいがくいん - ）は、東京大学法学政治学研究科法曹養成専攻のロー・レビューである。

## 概要
第一期学生有志の呼びかけによって立ち上げられ，現在までに六巻が発行されている。
学生による研究成果の公表を主たる目的とすると同時に、教員、とりわけ実務家教員による研究成果の公表をも大きな目的とするものであるとの位置づけがなされている。

## 編集委員
第一期の編集委員は次のとおりである。
- 学生編集委員：粟生香里　倉橋雄作　西澤健太郎　沼田知之　東陽介　松井裕介　村上祐亮
- 教員編集委員：山下友信　山口厚　両角吉晃